# Xymenopsis muriciformis
Xymenopsis muriciformis es una especie de caracol de mar, un molusco gasterópodo marino de la familia Muricidae, los caracoles murex o caracoles de roca.Se trata de animales que depredan realizando perforaciones circulares en sus víctimas. Estas perforaciones son conocidas como Oichnus. 

## Descripción
Esta especie fue descripta originalmente como Buccinum muriciforme por el naturalista P.P. King.La diagnosis, es decir, los aspectos que distinguen a esta especie de otras del mismo género, indica:
"La ornamentación axial de la concha consta de costillas irregulares y redondeadas en cantidad de 16 a 20 en la última vuelta. La ornamentación espiral consiste en cordones planos (4-6 en las vueltas iniciales, 14-20 en la última vuelta), mucho más anchas que los espacios intermedios, que aparecen como surcos incididos."

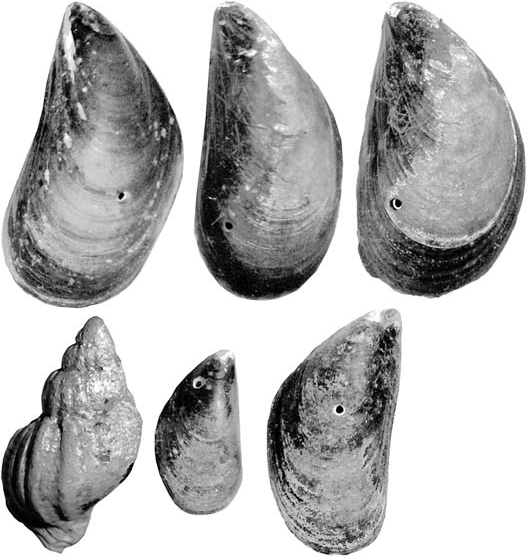
Marcas de depredación (Oichnus simplex) producidas por Xymenopsis muriciformis en mejillones (Mytilus chilensis) en condiciones de acuario. Arriba: valvas izquierdas de mejillón. Abajo: ejemplar de Xymenopsis muriciformis en vista dorsal y dos valvas derechas de mejillón.

## Distribución
Esta especie marina se encuentra en la provincia biogeográfica Magallánica, específicamente en las costas marinas del sur de Argentina y Chile.